# Colectividad microcanónica
La colectividad microcanónica, o colectivo microcanónico, es un formalismo de la física estadística empleado en el estudio de sistemas macroscópicos aislados en equilibrio, en los que la energía permanece constante, al no existir intercambio con el medio exterior.
A esta colectividad le corresponde el conjunto de microestados con  densidad de probabilidad dada por

{\displaystyle \rho (q,p)={\frac {1}{\Omega (E)}}\delta [E-H(q,p)],}

denominada distribución microcanónica.
Por ejemplo, supongamos un modelo de Ising. Estamos interesados en calcular cuántos microestados hay compatibles con una energía dada. Si somos capaces de obtener este número, habremos resuelto el problema termodinámico.

## Formulación matemática
Es imprescindible, para expresar correctamente las relaciones con la termodinámica, empezar definiendo la función {\displaystyle \scriptstyle \Gamma } como,

{\displaystyle \Gamma (E)=\int _{E_{0}}^{E}{dE'}{\int {dqdp\ \delta [E'-H(q,p)]}}=\int _{E_{o}\leq H\leq E}{dqdp},}

que resulta el volumen del espacio fásico encerrado entre las hipersuperficies {\displaystyle \scriptstyle H(q,p)=E_{o}} y {\displaystyle \scriptstyle H(q,p)=E} y se le denomina volumen fásico.
La relación existente entre {\displaystyle \scriptstyle \Omega }, la norma de la distribución, y {\displaystyle \scriptstyle \Gamma } es:

{\displaystyle \Omega ={\frac {d\Gamma (E)}{dE}}.}

Este resultado se obtiene fácilmente reemplazando en la definición de {\displaystyle \Gamma (E)} la expresión para {\displaystyle \rho (p,q)}.

{\displaystyle \Gamma (E)=\int _{E_{0}}^{E}\,dE'\,\int dpdq\,\rho (p,q)\,\Omega (E')}

El factor {\displaystyle \Omega (E')} no depende de las variables del espacio fásico así que puede salir de la integral interna. Lo que queda es la integral en todo el espacio fásico de {\displaystyle \rho (p,q)}, igual a 1 por definición.

{\displaystyle \Gamma (E)=\int _{E_{0}}^{E}\,dE'\,\Omega (E')\int \,dpdq\,\rho (p,q)=\int _{E_{0}}^{E}\,dE'\,\Omega (E')}

Derivando respecto de E y aplicando el teorema fundamental del cálculo obtenemos:

{\displaystyle {\frac {d\Gamma (E)}{dE}}=\Omega (E)}

## Conexión con la termodinámica
La relación con el problema termodinámico viene dada por la fórmula de Boltzmann:

{\displaystyle S(E,N,V)=k_{B}\;\log {\Omega }}

donde {\displaystyle \Omega \,} es el número de microestados con energía {\displaystyle E\,}, también llamado función de estructura. {\displaystyle S\,} es la entropía del sistema expresada en función de sus variables naturales, lo que da una información termodinámica completa del sistema. Para obtener {\displaystyle \Omega } es necesario elaborar un modelo del sistema físico que queramos estudiar.
Esta ecuación está basada en el principio de que todas las configuraciones microscópicas son igualmente probables, siempre que sean compatibles con las condiciones macroscópicas de energía, número de partículas y volumen. También es necesario que se cumpla el principio de ergodicidad.
De esta ecuación podemos obtener todas las propiedades termodinámicas, como la ecuación de estado, el calor específico, la energía, etc.